# Westhofen

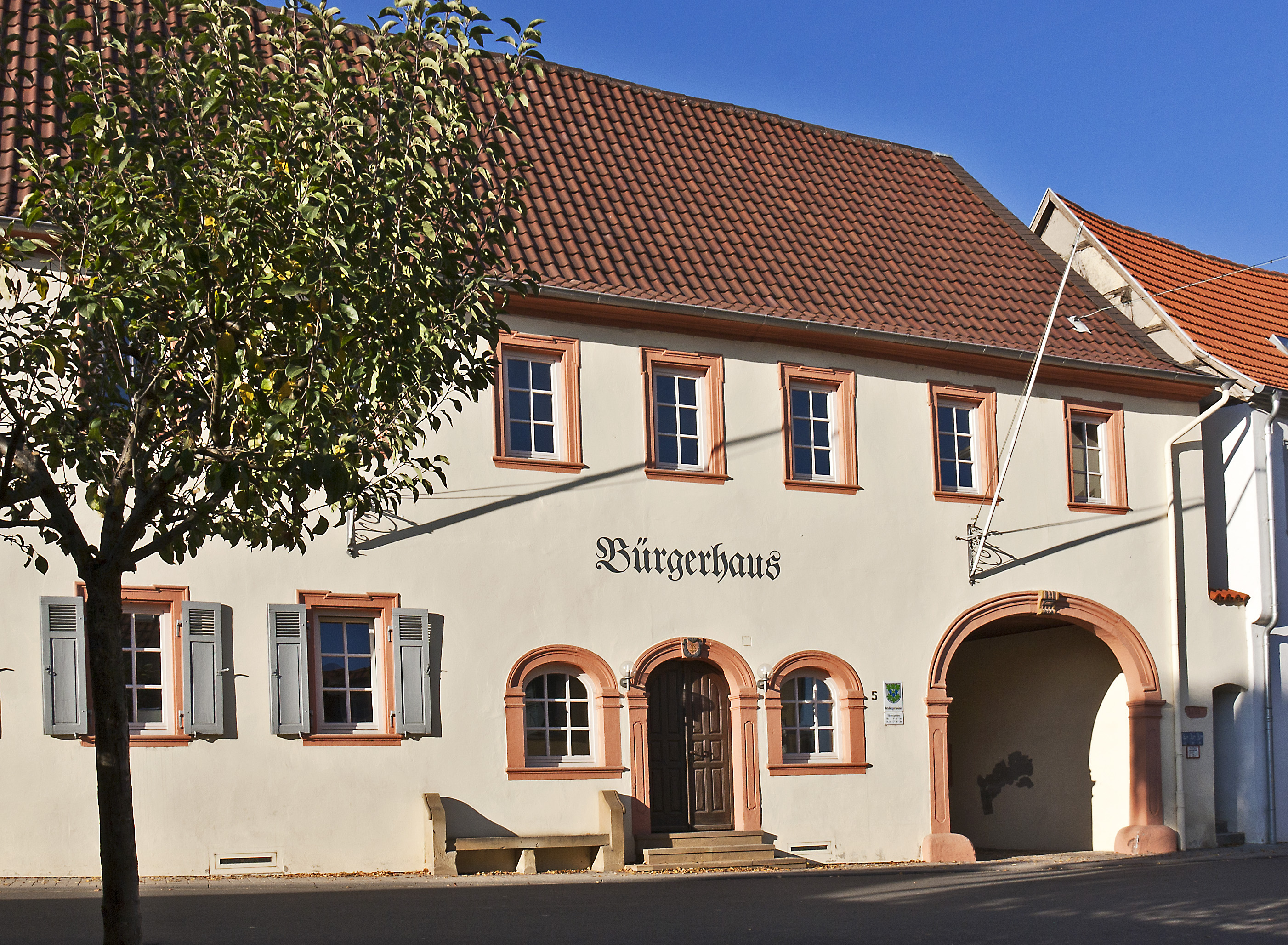
Bürgerhaus

Westhofen ist eine Ortsgemeinde im Landkreis Alzey-Worms in Rheinland-Pfalz. Sie gehört der Verbandsgemeinde Wonnegau an. Westhofen ist gemäß Landesplanung als Grundzentrum ausgewiesen.

## Geographie
Westhofen liegt in Rheinhessen zwischen Worms, Mainz und Alzey. Nachbarstädte und -gemeinden sind im Norden Monzernheim und Bechtheim, im Osten Osthofen, im Südosten der Wormser Stadtteil Abenheim, im Süden Gundheim und Bermersheim sowie im Westen Gundersheim. In Westhofen entspringt der Seebach, die stärkste Quelle Rheinhessens. Sie ist gleichzeitig die einzige Quelle in der Region, die auf Talgrund entspringt. Grundwasser aus dem Bereich des Donnersbergs speist sie.
Zu Westhofen gehört auch der Wohnplatz Neumühle.

## Geschichte
Die älteste erhaltene Erwähnung von Westhofen findet sich im Lorscher Codex und datiert auf den 29. Juli 774.:64 Die Gemeinde erhielt am 25. April 1324 das Marktrecht.:81 Die Bedeutung Westhofens in früherer Zeit zeigt sich an der noch erhaltenen Umwehrung mit einer Fleckenmauer und mehrfachen Gräben. Das Kloster Otterberg war im Ort begütert.
Bis Ende des 18. Jahrhunderts gehörte Westhofen zum kurpfälzischen Oberamt Alzey. Während der Franzosenzeit war der Ort Sitz einer Mairie im Kanton Bechtheim, der Teil des Departements Donnersberg war. Aufgrund der 1815 auf dem Wiener Kongress getroffenen Vereinbarungen und einem 1816 zwischen Hessen, Österreich und Preußen geschlossenen Staatsvertrag kam die Region zum Großherzogtum Hessen und wurde von diesem der Provinz Rheinhessen zugeordnet. Nach der Auflösung der rheinhessischen Kantone kam der Ort 1835 zum neu errichteten Kreis Worms, zu dem er bis 1969 gehörte.

### Einwohnerstatistik
Die Entwicklung der Einwohnerzahl von Westhofen, die Werte von 1871 bis 1987 beruhen auf Volkszählungen:
| Jahr | Einwohner |
| ---- | --------- |
| 1815 | 1.468     |
| 1835 | 2.004     |
| 1871 | 1.657     |
| 1905 | 1.767     |
| 1939 | 1.882     |
| 1950 | 2.279     |
| 1961 | 2.225     |

| Jahr | Einwohner |
| ---- | --------- |
| 1970 | 2.480     |
| 1987 | 2.779     |
| 1997 | 3.081     |
| 2005 | 3.252     |
| 2011 | 3.161     |
| 2017 | 3.219     |
| 2023 | 3.421     |

### Konfessionsstatistik
Mit Stand 30. Juni 2005 waren von den Einwohnern 53,5 % evangelisch, 25,6 % römisch-katholisch und 21,0 % waren konfessionslos oder gehörten einer anderen Glaubensgemeinschaft an. Der Anteil der katholischen und evangelischen Kirchenmitglieder ist seitdem gesunken. Ende April 2025 waren von den Einwohnern 37,6 % evangelisch und 19,2 % katholisch, 43,2 % waren konfessionslos oder gehörten einer anderen Glaubensgemeinschaft an.

## Politik

### Gemeinderat
Der Gemeinderat in Westhofen besteht aus 20 Ratsmitgliedern, die bei der Kommunalwahl am 9. Juni 2024 in einer personalisierten Verhältniswahl gewählt wurden, und dem ehrenamtlichen Ortsbürgermeister als Vorsitzendem.
Die Sitzverteilung im Gemeinderat:
| Wahl | SPD | CDU | Grüne | FWG | Gesamt   |
| ---- | --- | --- | ----- | --- | -------- |
| 2024 | 7   | 7   | 1     | 5   | 20 Sitze |
| 2019 | 6   | 9   | –     | 5   | 20 Sitze |
| 2014 | 5   | 9   | –     | 6   | 20 Sitze |
| 2009 | 5   | 8   | –     | 7   | 20 Sitze |
| 2004 | 7   | 6   | –     | 7   | 20 Sitze |

- FWG = Freie Wählergruppe Wonnegau e. V.

### Bürgermeister
Ortsbürgermeister von Westhofen ist seit 2024 Jörg Dieter Schmitt (SPD).
Der Vorgänger seit 2009 war Ottfried Fehlinger (CDU).

### Wappen
| Wappen von Westhofen | Blasonierung: „In Silber drei blaue Trauben an sechsblättriger grüner Weinranke.“ |
| Wappen von Westhofen |                                                                                   |

## Kultur und Sehenswürdigkeiten

### Bauwerke
An einem der schönsten Marktplätze Rheinhessens reihen sich nicht nur Fachwerkhäuser und Denkmäler, sondern auch die evangelische und die katholische Kirche, unter der am 3. Oktober 1981 ein Beinhaus entdeckt wurde.

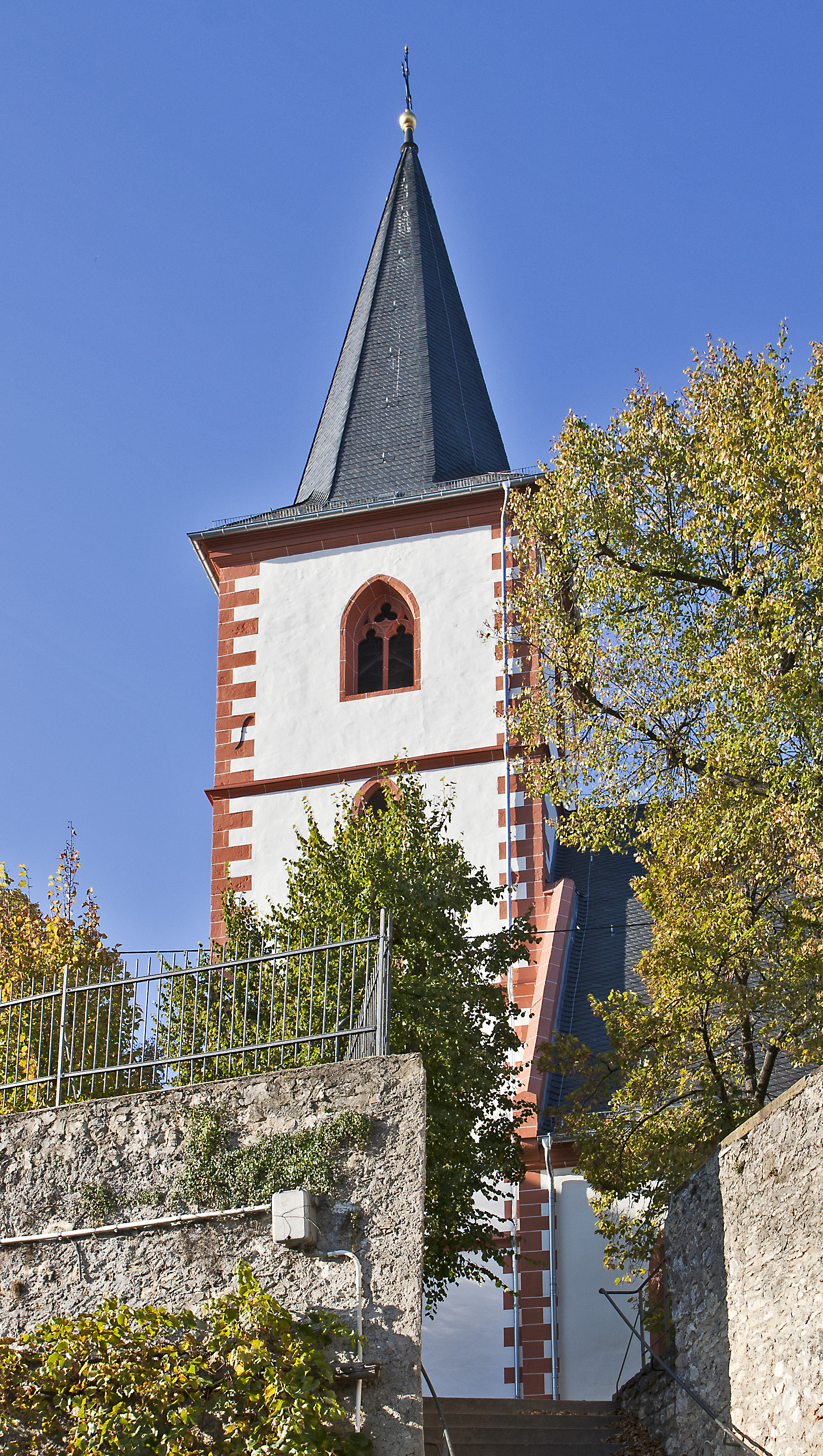
Evangelische Kirche
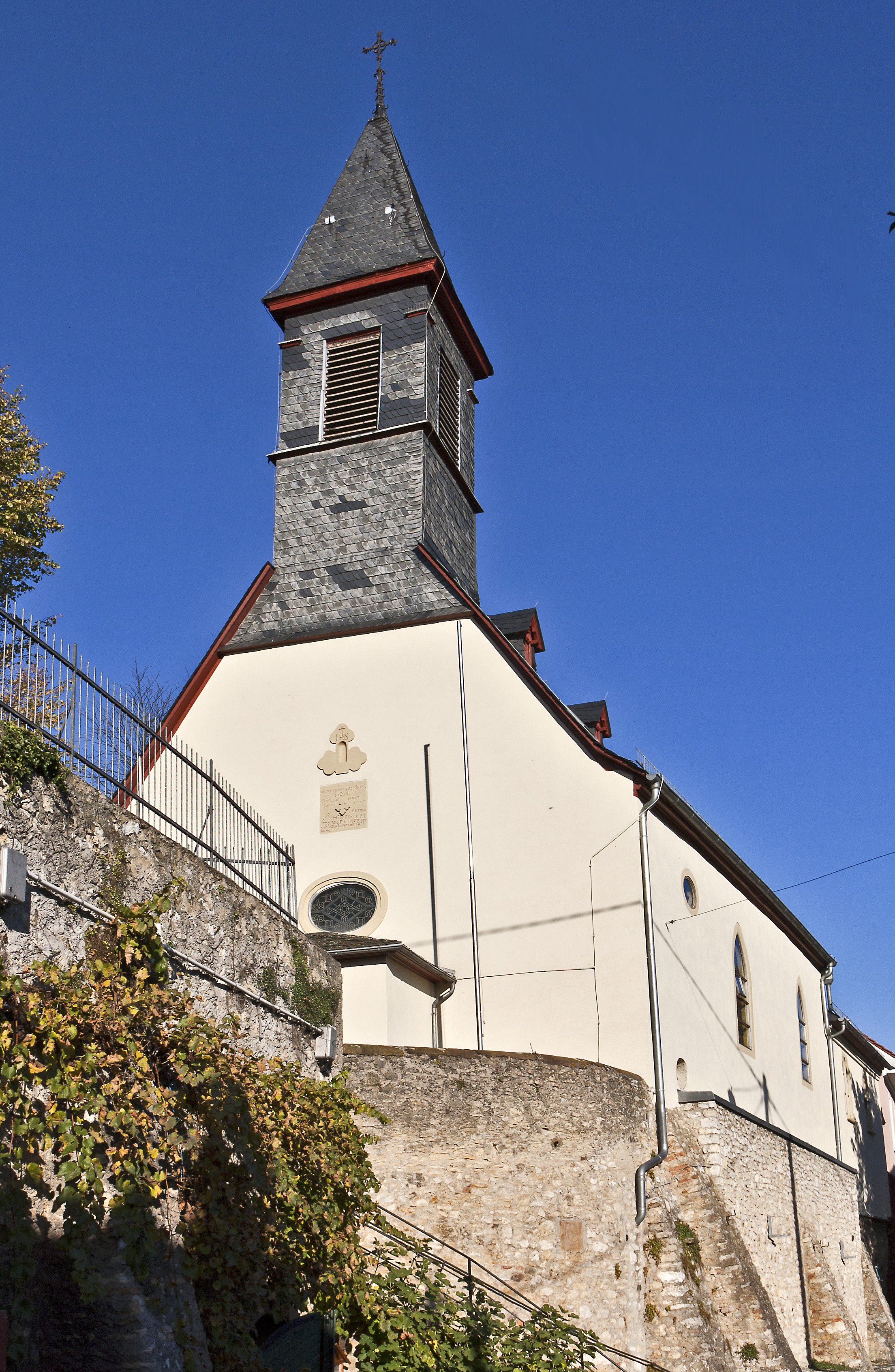
Katholische Pfarrkirche St. Peter und Paul
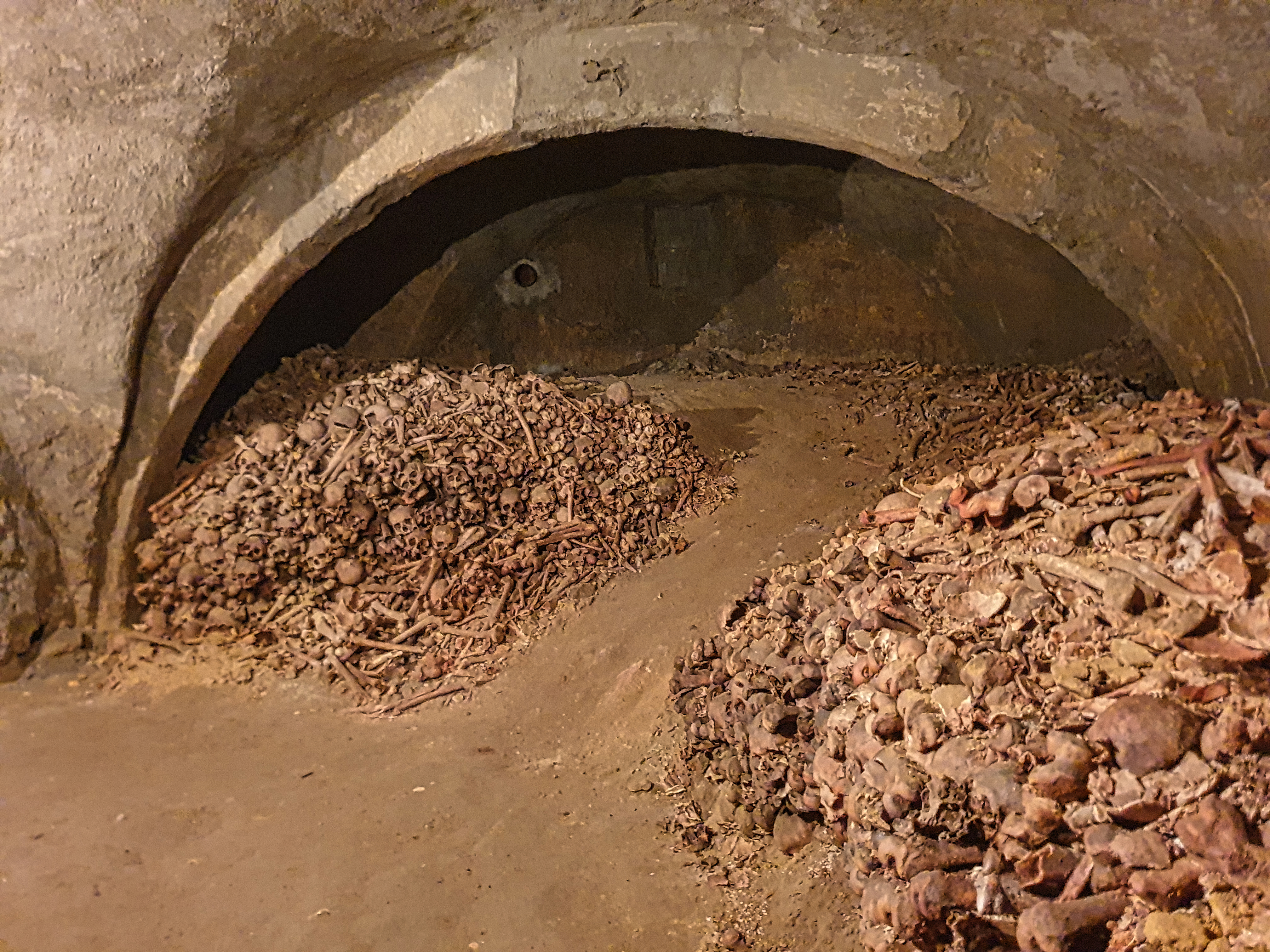
Beinhaus
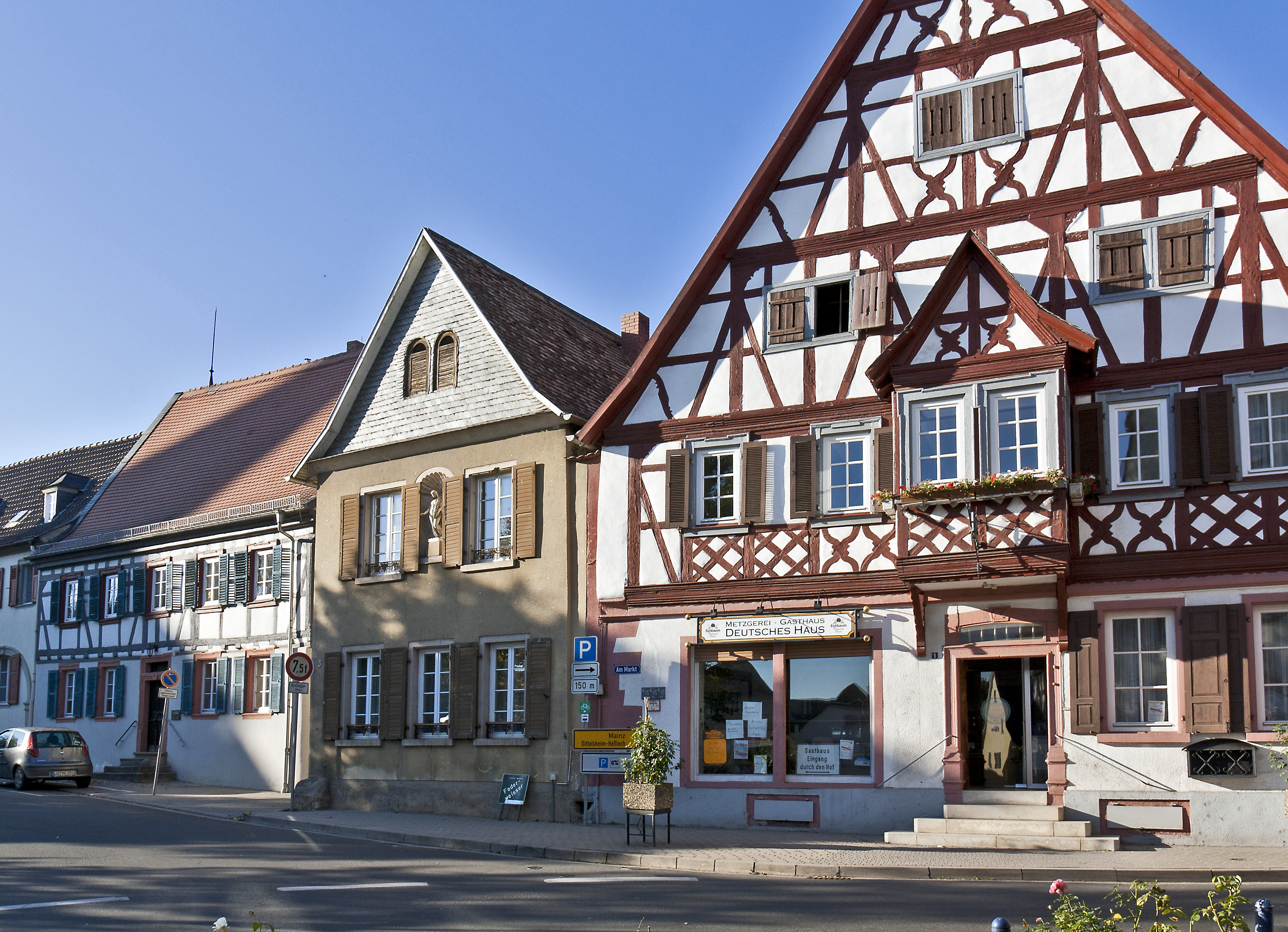
Alte Fachwerkhäuser am Marktplatz
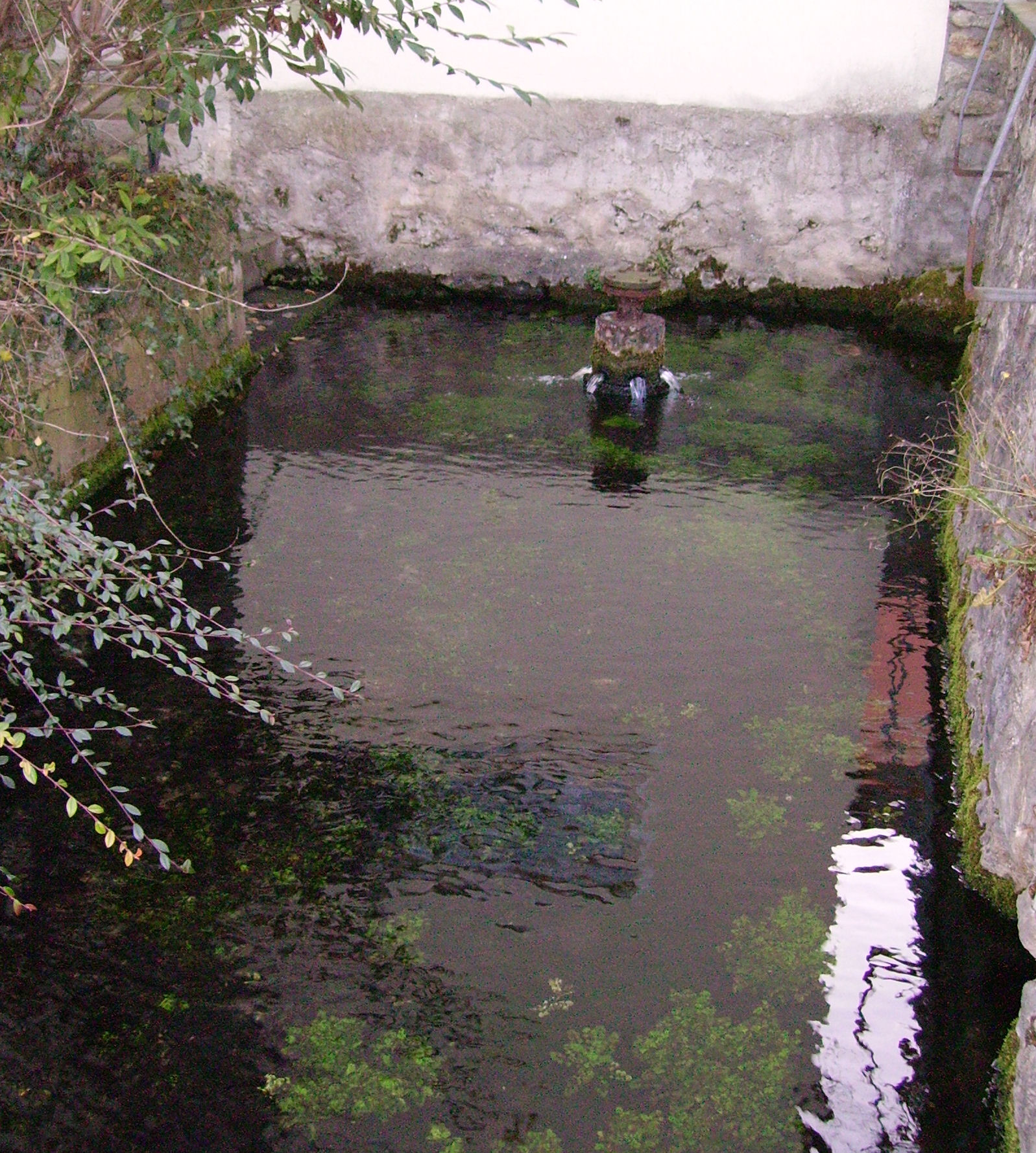
Quelle des Seebachs

- Siehe auch: Liste der Kulturdenkmäler in Westhofen

### Naturdenkmäler
Westhofen ist einer der Fundorte mit etwa zehn Millionen Jahre alten Säugetierresten aus den Dinotheriensanden des Ur-Rheins. Der Begriff Dinotheriensande beruht darauf, dass diese Ablagerungen häufig Zähne und Knochenreste des Rüsseltieres Dinotherium enthalten.

### Veranstaltungen
Am ersten Samstag nach "Drei Könige" findet im Weingut Orb das "Dreikönigsdreschen" statt . Dort treten mehrere Dreschmannschaften gegeneinander an. Ein Dreschrat beurteilt die Mannschaften, den Sieger winkt der "Staubhumpen". Beim "Hahnenschlag" erhält der Sieger einen lebendigen Hahn. Ausrichter ist der Heimatverein Westhofen.
Die Carnevalszeit beginnt mit dem "Bierrummel" gefolgt von zwei Sitzungen und einem Kinderfasching. Ausrichter ist der WCV.
Zwei Wochen nach Pfingsten findet das traditionelle "Traubenblütenfest" statt. Freitags wird das Fest mit der Krönung der Majestäten eröffnet. Samstags wird dann die beliebte "Weinprobe" in der Kellergasse durchgeführt, am Sonntag folgt der "Festumzug" und montags dann die Führung in die "Westhofener Keller". Ausklang am Abend in der Kellergasse. Ausrichter ist der Heimatverein.
Am Wochenende des vorletzten Sonntags im August wird der Westhofener Markt ausgerichtet. Ausrichter ist die Ortsgemeinde.
Samstagnachmittag beginnt der Markt mit der "Westhofener Wingertsheisjer Wanderung", eine geführte Weinwanderung zu ausgesuchten Wingertsheisjer der noch 54 existierenden Heisjer. Geschichten werden erzählt und dabei Weine verköstigt. Ausrichter ist der Heimatverein.
Der Westhofener Weihnachtsmarkt auf dem Markt findet am ersten Adventswochenende statt.

## Wirtschaft und Infrastruktur

### Weinbau
| Größte Weinbaugemeinden im Anbaugebiet                     | Rang nach Rebfläche (innerhalb von RLP) | Bestockte Rebfläche 2022 |
| ---------------------------------------------------------- | --------------------------------------- | ------------------------ |
| Rheinhessen                                                |                                         |                          |
| Worms                                                      | 03                                      | 01.659                   |
| Westhofen                                                  | 07                                      | 00.824                   |
| Nierstein                                                  | 09                                      | 00.805                   |
| Alzey                                                      | 08                                      | 00.778                   |
| Alsheim                                                    | 10                                      | 00.712                   |
| Ingelheim am Rhein                                         | 13                                      | 00.708                   |
| Bechtheim                                                  | 11                                      | 00.669                   |
| Flörsheim-Dalsheim                                         | 12                                      | 00.652                   |
| Bingen am Rhein                                            | 15                                      | 00.578                   |
| Saulheim                                                   | 16                                      | 00.539                   |
| Statistisches Landesamt Rheinland-Pfalz, Bad Ems, Mai 2023 |                                         |                          |

Westhofen ist erheblich geprägt vom Weinbau und mit ca. 787 Hektar bestockter Rebfläche, davon 75 Prozent Weißwein- und 25 Prozent Rotweinsorten, nach Worms (1564 Hektar) die zweitgrößte Weinbaugemeinde Rheinhessens. Die Weinlagen gehören zum Bereich Wonnegau und sind im Norden der Westhofener Morstein, die Westhofener Steingrube, das Westhofener Brunnenhäuschen, das Westhofener Kirchspiel, der Westhofener Benn, die Westhofener Aulerde und im Süden der Westhofener Rotenstern. Alle Lagen gehören zur  Großlage Bergkloster im Weinanbaugebiet Pfalz. Der Morstein ist die renommierteste Einzellage und durch den Verband Deutscher Prädikatsweingüter (VDP) als Erste Lage klassifiziert. Die Weingüter Wittmann und K. F. Groebe tragen mit ihrem Qualitätsansatz zum Renommee des Ortes bei.

### Verkehr
Durch den Ort führt die zwischen 1820 und 1830 angelegte Gaustraße von Mainz nach Worms. Der Bahnhof Westhofen (Rheinhess) war Endpunkt der Bahnstrecke Osthofen–Westhofen. Im April 1953 endete der Personenverkehr.

## Söhne und Töchter der Gemeinde
- Friedrich Müller (1802–1863), Richter, Beamter und hessischer Landrat
- Christian Orb (1813–1887), Abgeordneter der 2. Kammer der Landstände des Großherzogtums Hessen
- Fritz Huxel (1892–1972), Weingutsbesitzer und Rebpionier in Rheinhessen
- Walter Beyer (1920–2012), Volkswirt, Beamter und Kommunalpolitiker (SPD)
- Hermann Dechent (1850–1935), lutherischer Theologe und Pfarrer